# Пархоменко, Василий Михайлович
Василий Михайлович Пархоменко (укр. Василь Михайлович Пархоменко; род. 22 октября 1947, Очаков, Николаевская область) — советский, украинский и российский государственный и политический деятель, первый секретарь Севастопольского городского комитета КПУ с июля 1990 года по март 2014 года (с перерывом в 1991-1993 годах), затем - первый секретарь Севастопольского городского комитета КПРФ. Председатель Севастопольского городского совета в 1998-2002 годах, заместитель председателя Севастопольского горсовета в 2002-2006 годах и Законодательного собрания Севастополя с 2019 года.

## Биография

### Советский период
Родился 22 октября 1947 года в городе Очаков Николаевской области УССР в семье военнослужащего. По национальности украинец. Окончил Севастопольский приборостроительный институт по специальности "инженер-электрик" (1972) и Высшую партийную школу при ЦК КП Украины (1985).
С августа 1965 года — монтёр Севастопольского городского узла связи. С 1965 по 1979 годы работал на рабочих и инженерных должностях в строительных и проектных организациях Севастополя. В 1990 году работал на инженерных должностях в военной части, начальником отдела специализированного управления № 464. 
Член КПСС с июля 1972 года. Прошёл все ступени партийной работы: инструктор, заведующий промышленно-транспортным отделом, второй, а потом Первый секретарь Ленинского райкома Компартии Украины в городе Севастополе. С 1983 года избирался депутатом Ленинского районного, Севастопольского городского совета и Верховного Совета Крыма.
В апреле 1990 года избран Вторым секретарём Севастопольского городского комитета Компартии Украины, в июле того же года, в результате выборов на альтернативной основе (кроме него, в списки был внесён секретарь парткома объединения “Морской завод имени С. Орджоникидзе” Н.И. Солдатов, который получил 19 голосов вместо 40 у Пархоменко) — Первым секретарём. Был фактическим главой города до отмены ст. 6 Конституции УССР о руководящей роли Компартии в октябре 1990 года. Входил в делегацию Компартии Украины на XXVIII съезде КПСС
Занимал реформистские позиции, поддерживал восстановление автономии Крыма: 

“Автономия Крыма, по-видимому, должна пройти в несколько этапов: определение республиканского статуса Крыма, а затем решение вопроса о том, быть в составе Украины или России. Возможно также придание Крыму статуса союзной республики. В любом случае, я за референдум, за решение этого вопроса в полном соответствии с законодательством и Конституцией”.
Провёл ряд реформ, направленных на демократизацию и дебюрократизацию деятельности горкома: введение новой структуры: “горком – первичная парторганизация”, ликвидация райкомов партии - вместо них были созданы районные советы секретарей первичных парторганизаций. Но, несмотря на это, тенденции к сокращению численности членов КПУ (КПСС) преодолены не были: “Если за прошлый год городская партийная организация уменьшилась на 11%, то с начала текущего года темпы выхода не сократились”.
Во время событий августа 1991 года выступил с осуждением ГКЧП:

“Я 19 августа находился в отпуске. По счастливой случайности, недалеко от Севастополя. Как только услышал сообщение – вернулся в город. В 16 часов собрание актива в этом зале состоялось. Мы приняли решение: в поддержке ГКЧП отказать, единственной властью в Севастополе признать законно избранную городскую власть – городской Совет”.

### В независимой Украине
Несмотря на запрет КПСС, сохранил коммунистические убеждения, принимал участие в восстановлении деятельности КПУ. В 1993 году вновь избран Первым секретарём городского комитета партии.
С 1991 по 1998 годы - заместитель директора строительного комбината Севастополя.
После победы КПУ на выборах в Севастопольский городской совет в марте 1998 года (где она получила 51 из 75 мандатов), 28 апреля был избран Председателем Севастопольского городского совета. Многие депутаты не исключали, что это решение могло быть опротестовано городской прокуратурой (по мнению городского прокурора Георгия Твердохлеба, пока нет закона о статусе Севастополя, который расставил бы все точки над "і" во взаимоотношениях между ветвями власти, эти выборы являлись незаконными), однако эти опасения впоследствии не подтвердились.
На данном посту заявлял, что намерен добиваться особого статуса города (“не ниже, чем автономия Крыма”), в котором должны быть учтены особенности национально-территориального объединения, где проживает более 70% русских и русскоговорящих, а также поставил задачу по обеспечению нормального базирования в городе ВМС Украины и Черноморского флота России.
В открытом письме к президенту Украины Леониду Кучме требовал изменения финансово-экономической политики и большей экономической самостоятельности города, указывая, что "по нормативам бюджетных средств на душу населения Севастополь находился на одном из последних мест в Украине. Это привело к резкому нарастанию кредиторской задолженности бюджета города по оплате льгот населению за энергоносители и коммунальные услуги, а также задолженности по зарплате работникам бюджетных организаций. В итоге общая сумма поступлений в госбюджет в 1998 году с учетом аренды за базирование Черноморского флота должна была составить 282 млн. грн., при этом городу должно было остаться 81 млн. или 22,3%."
На митингах в конце 90-х годов заявлял: “Спасти нас в этой ситуации может лишь социализм, может лишь народная советская власть, может лишь наш братский союз, в первую очередь славянских народов”.
В конце 1999 года горсовет входит в прямой конфликт с горадминистрацией, создав фонд коммунальной собственности. Пархоменко тогда успокаивал коллег: “Мы не устраняем администрацию. Фонд будет выполнять те функции, которые, кроме него, никто в городе не может выполнить. С Л. М. Жунько мы уже беседовали на эту тему”. Глава городской администрации Жунько, однако, заявил, что это решение будет обжаловано в законодательном порядке, так как не имеет никакой правовой основы, в результате чего фонд коммунальной собственности фактически прекратил свое функционирование. Деятельность “красного горсовета” (конфликт с СГГА, двухлетние перебои с горячем водоснабжением) разочаровала севастопольцев, дважды – в 1999 и в 2000 году – Пархоменко в качестве председателя был признан “Разочарованием года” в рамках награждения победителей премии “Человек года и Сº”.
При всех стараниях Пархоменко, результаты выборов показали, что поддержка КПУ населением падает (в 1998 году коммунисты набрали 45,99% голосов избирателей, в 2002 – 32,73% и только 11 мандатов) и в новом созыве горсовета партия потеряла большинство, уступив проправительственному блоку "За единую Украину!".
С 2002 по 2006 год — заместитель председателя горсовета. Избран на безальтернативной основе.

### В Российской Федерации
После Евромайдана и аннексии Крыма крымская и севастопольская партийные организации КПУ вошли в состав КПРФ. Сохранил пост Первого секретаря Севастопольского горкома, был избран в состав ЦК КПРФ.
На выборах в Законодательное собрание Севастополя вошёл в первую тройку партсписка и был избран. С 1 октября 2019 года - заместитель председателя Заксобрания.
Женат, двое детей.

## Награды
- Медаль «За освобождение Крыма и Севастополя» (17 марта 2014) — за личный вклад в дело по возвращению Крыма в Россию[13]
- Знак отличия «За заслуги перед Севастополем»